# Alice Rachele Arlanch
Alice Rachele Arlanch (n. 20 octombrie 1995, Rovereto, Trentino-Tirolul de Sud, Italia) este fotomodel italian, care a fost ales Miss Italia în 2017.
În august 2017 a câștigat titlul de Miss Trentino-Tirolul de Sud.
Ea este a doua fată din Trentino-Tirolul de Sud, care a fost aleasă Miss Italia după Claudia Andreatti în 2006. Un lucru curios este că ea are prenumele a alte două fete care au fost alese Miss Italia: Alice în 2015 și Rachele în 2016.